# Kwail-gun
Kwail-gun (koreanska: 과일군) är en kommun i Nordkorea.   Den ligger i provinsen Södra Hwanghae, i den sydvästra delen av landet, 90 km sydväst om huvudstaden Pyongyang.